# Cypholoron
Cypholoron là một chi thực vật có hoa trong họ, Orchidaceae.